# Alban Becker
Alban Becker (* 10. Juni 1922 in Mainz; † 13. Januar 1992 in Frankfurt am Main) war ein deutscher Arzt für Allgemeinmedizin.

## Leben
Alban Becker, Sohn des gleichnamigen Schulleiters und der Cäcilie Becker (geborene Kreppel) besuchte ein humanistisches Gymnasium und studierte anschließend Medizin. Er wurde 1950 von der Medizinischen Fakultät der Universität Frankfurt am Main zum Dr. med. promoviert und war in Frankfurt-Sachsenhausen als Kassenarzt niedergelassen.
Er war lange Jahre Präsident des Kraftfahrverbandes Deutscher Ärzte (KVDA) und Präsident der Internationalen Union ärztlicher Kraftfahrverbände (IUADM).
Für die Verbandszeitschrift des KVDA arzt + auto schrieb er als Chefredakteur.
Becker war katholisch und heiratete 1950 die Ärztin Margot Glaser, mit der eine Tochter (Beatrix) hatte.

## Ehrungen
- 1973: Verdienstkreuz 1. Klasse der Bundesrepublik Deutschland[4]
- 1982: Großes Verdienstkreuz der Bundesrepublik Deutschland
- Großes Silbernes Ehrenzeichen der Republik Österreich
- Dr.-Gerhard-Ritter-Medaille in Silber und Bronze
- Ernst-von-Bergmann-Plakette der Bundesärztekammer
- Ritter des Päpstlichen Gregorius-Ordens
- Belgischer Offizier-Orden Leopold II.
- Ehrenzeichen der Deutschen Verkehrswacht in Silber[5]